# José Joaquín Matos García
José Joaquín Matos García (Utrera, Sevilla, 6 de maig de 1995) és un futbolista andalús. Juga de defensa i el seu equip actual és l'AD Ceuta FC.

## Trajectòria
Format al planter del Sevilla FC, va jugar en el juvenil fins a arribar al Sevilla Atlètic, on va debutar el 2013.
Va realitzar la pretemporada a les ordres d'Unai Emery, un entrenador que cuida amb especial cura els laterals i que va veure en ell qualitats per poder ser l'amo en el futur de la banda esquerra de Nervión.
La temporada 2015-16 va aconseguir ascendir a la Lliga Adelante i així en la temporada següent poder jugar en Segona Divisió.
L'1 de maig de 2016, quan acabava de complir 21 anys, va debutar amb el primer equip del Sevilla F. C. jugant davant el RCD Espanyol.
En les files del Sevilla Atlètic va militar quatre temporades seguides (2012-2016) en la Segona Divisió B i en la Lliga SmartBank va jugar 64 partits (63 com a titular) durant els exercicis 2016-17 i 2017-18.
La temporada 2018-19 va sortir de l'entitat sevillista i va signar pel Cadis CF, disputant 21 partits titular en tots en la Segona Divisió espanyola.
La temporada 2019-20 va ser cedit pel quadre cadista al FC Twente de l'Eredivisie neerlandesa.
El 16 de setembre de 2020 es va fer oficial el seu fitxatge pel Màlaga CF de la Lliga SmartBank en qualitat de cedit pel Cadis CF. En tornar, va rescindir el seu contracte amb el Cadis el 15 de juliol de 2021, i va signar pel Burgos CF a finals de mes.
El 6 d'agost de 2023, durant un amistós de pretemporada contra el Deportivo Alavés, Matos va lesionar Giuliano Simeone després d'una entrada; l'argentí es va trencar el peroné i també va patir una lesió al turmell. El 6 de juliol següent, va tornar a Cadis amb un contracte de dos anys.